# Five Stars
Five Stars é o segundo álbum de estúdio do grupo de ídolo japonês Myname. O seu lançamento ocorreu em 26 de março de 2014, através da gravadora YM3D. A canção Shirayuki foi lançada como single principal do álbum, seguida de F.F.Y. e Your Answer, todas disponíveis em plataformas digitais.
O álbum foi lançado em sete edições, tendo a edição comum e a edição limitada como principais, além de mais cinco versões on-line. No Oricon Albums Chart, chegou inicialmente à quinta posição. Ao final da contagem do chart, o álbum vendeu mais de 36.000 cópias. Em 2014, o grupo embarcou em uma turnê nomeada de Myname Live House Tour 2014 "Wow!", em adição à primeira turnê Myname Japan 2nd Hall Tour 2014.

## Lançamento e promoção
Em 20 de novembro de 2013, o grupo lançou a canção Shirayuki como single principal do álbum. No Oricon Albums Chart, chegou à sétima posição no início do lançamento, vendendo 28.000 cópias puras progressivamente. Em meados da turnê Myname Japan Hall Tour 2014 "Hands Up" em 12 de janeiro de 2014, o grupo anunciou que o lançamento de Five Stars estava adiado para 26 de março. Após a divulgação da nova data de estreia, lançaram-se as canções F.F.Y. e Your Answer, ambas disponíveis em plataformas de streaming a partir de 12 de março do mesmo ano.
Além das cinco edições de gravação de Five Stars, o álbum recebeu o apoio de um DVD extra que inclui os videoclipes das canções Shirayuki e F.F.Y., bem como um filme ao vivo da turnê MYname Japan Hall Tour 2014 "Hands Up" no NHK Hall. Com o intuito de promover o álbum, as cinco versões on-line do disco acompanhavam uma capa de cada membro do grupo. O grupo Myname realizou um evento de lançamento em Tóquio, no distrito de Ikebukuro, que reuniu duas mil pessoas.
O quinteto embarcou em uma série de apresentações intitulada de Myname Live House Tour 2014 "Wow!. Os primeiros concertos aconteceram entre 14 e 15 de maio, em Tóquio, nas casas de show Shinjuku Blaze e Liquid Room. Respectivamente, o grupo apresentou-se em Kanagawa, no Yokohama Bay Hall e em Osaka, no Umeda Club Quattro. A segunda etapa da turnê começou em 11 de setembro, com apresentações no Umeda Club Quattro na prefeitura de Fukuoka. Em 21 de setembro, o grupo apresentou em Miyagi, no clube Rensa. Entre 19 e 20 de setembro, o grupo apresentou-se nas casas de shows Zepp Nagoya e Zepp Namba, respectivamente em Tóquio. Em 28 de setembro, apresentaram-se na casa de shows Nippon Seinenkan e, em 30 de setembro, na Shibuya Public Hall. Em sua terceira e última parcela de shows, as apresentações ocorreram de 10 a 13 de janeiro de 2015, em Hiroshima, no Club Quattro, Fukuoka no Drum Logos e Osaka no Club Quattro. Em 16 de janeiro, apresentaram-se em Nagoya no Bottom Line, em 18 de janeiro, no Yokohama Bay Hall e, entre 24 e 25 de janeiro, em Quioto, Fanj e Niigata, no Lots. O show final de 2015, Myname Live House Tour 2015 "Wow Special": Complete, ocorreu em 31 de janeiro em Tóquio, na casa de shows Studio Coast, onde tocaram 26 músicas para encerrar as apresentações do álbum.

## Desempenho comercial
Em seu primeiro dia de lançamento, o álbum Five Stars vendeu 19.473 cópias. Nos gráficos musicais de 7 de abril de 2014, o álbum estreou na quinta posição no National Oricon Albums Chart do Japão, vendendo 30.081 cópias na primeira semana de lançamento. De acordo com a empresa Oricon, permaneceu quatro semanas no topo do chart, vendendo 36.154 cópias. Na Billboard Japan Top Álbum Sales, o álbum está classificado na décima oitava posição.

## Faixas
| N.º            | Título                                              | Compositor(es)                                                       | Duração |  |
| 1.             | "Klick"                                             | Show Sebastian Lundberg Fredrik Haggstam Johan Gustafson Hayden Bell | 3:46    |  |
| 2.             | "Hocus Pocus"                                       | Show Caesar & Loui Olof Lindskog Andrew Jackson Se-yong              | 3:07    |  |
| 3.             | "F.F.Y."                                            | Hiro Synergy Alex Valijani                                           | 3:41    |  |
| 4.             | "Baby I'm Sorry" (versão japonesa)                  | Ayumu Takeuchi Crazy Park                                            | 3:43    |  |
| 5.             | "Five Horses (Interlude)"                           | YM3D                                                                 | 1:37    |  |
| 6.             | "Stars"                                             | Hiro                                                                 | 4:39    |  |
| 7.             | "Shirayuki"                                         | INP Lensei Zen Nishiwaza                                             | 4:58    |  |
| 8.             | "We Made It"                                        | Yadako Jason Nevins Jonny Rose JunQ                                  | 3:34    |  |
| 9.             | "Guilty as Charged" (participação de In-soo)        | Show Drew Ryan Scott Carsten Lindberg                                | 4:23    |  |
| 10.            | "Sha La La"                                         | INP DCP Zen Nishiwaza                                                | 4:11    |  |
| 11.            | "No Joke" (participação especial de Se-yong & JunQ) | Show Crazy Park                                                      | 3:20    |  |
| 12.            | "Robot Boy" (participação especial de Chae-jin)     | Show Andrew Undenberg Rico Davis Marquis Wallace                     | 3:49    |  |
| 13.            | "Your Answer" ((participação especial de Gun-woo)   | Lennan & Kanata Robert Habolin Terry Martin Se-yong JunQ             | 3:26    |  |
| 14.            | "Girlfriend" (versão japonesa)                      | Ayumu Takeuchi Yoon Hee-jung Urban Cllasik                           | 3:23    |  |
| Duração total: | Duração total:                                      | Duração total:                                                       | 51:47   |  |

| Edição limitada – DVD |                                                                             |         |  |
| N.º                   | Título                                                                      | Duração |  |
| 1.                    | "Shirayuki" (videoclipe)                                                    |         |  |
| 2.                    | "F.F.Y." (videoclipe)                                                       |         |  |
| 3.                    | "F.F.Y." (filme)                                                            |         |  |
| 4.                    | "Performance ao vivo de 'Myname Japan Hall Tour 2014: Hands Up' (NHK Hall)" |         |  |

## Charts
| Tabela musical (2014)            | Posição |
| -------------------------------- | ------- |
| Billboard Japan Top Albums Sales | 18      |
| Oricon Albums Chart              | 5       |